# 白銀路駅
座標: 北緯31度20分49秒 東経121度14分26秒 / 北緯31.34694度 東経121.24056度
白銀路駅（はくぎんろえき、中文表記: 白银路站）は中華人民共和国上海市嘉定区嘉定新城核心区勝辛路、白銀路南側に位置する上海地下鉄11号線の駅。

## 駅構造
- 相対式ホーム2面2線の高架駅。可動式ホーム柵設置。

| 地上 二階    |                                  |
| 相対式ホーム |                                  |
|              | ←■11号線江蘇路方面（嘉定新城駅） |
|              | →■11号線嘉定北方面（嘉定西駅）   |
| 相対式ホーム |                                  |

## 駅出口
- 1号出口 - 勝辛路西側、白銀路南
- 2号出口 - 勝辛路東側、白銀路南

## 歴史
- 2009年12月31日 - 開業。

## バス路線
- 嘉定6路

## 隣の駅
上海地下鉄
■11号線
嘉定新城駅 - 白銀路駅 - 嘉定西駅